# Allegro (programa da RTP)

Allegro foi um programa de humor da autoria de César de Oliveira. Foi para o ar na RTP1 entre 2 de Abril de 1983 e 25 de Junho de 1983, tendo como figuras centrais Camilo de Oliveira e Luísa Barbosa. 
Definido como uma Crónica Citadina com Letra & Música (subtítulo do programa), Allegro desenrola-se num bairro anónimo de Lisboa, onde encontramos os tradicionais estabelecimentos comerciais, bem como as figuras típicas de qualquer cidade portuguesa.
Em cada programa, há uma espécie de fil rouge, interpretado por dois atores que se vão alternando, que é como que o elo de ligação entre os diversos sketches.
Cada programa tinha a duração de 60 minutos com convidados musicais e era realizado por Manuel Oliveira e Costa.

## Desenhos Animados
- Scooby-Doo
- Gaivan
- Pixie e Dixie
- Don Quixote de la Mancha
- Detonator Orgun
- O Lápis Mágico
- Verão Azul
- A Vida com o Luís
- Doraemon
- Heidi

## Curiosidades
- Depois do enorme sucesso de Sabadabadu, César de Oliveira deitou mãos à obra na criação de um programa com características semelhantes.
- A ideia inicial de fazer uma continuação com o título de "Sabadabadois" foi descartada, dando origem à conceção de Allegro, que segundo César de Oliveira nada teria a ver com o seu antecessor, pois com os mesmos ingredientes (a música, o humor e a dança) podiam fazer-se várias receitas.
- O programa teve também o título provisório de Pobretes mas Alegretes.
- O elenco era novamente encabeçado por Camilo de Oliveira, que encarnou “bonecos” como o barbeiro Baeta (dono da barbearia “A Espuma de Oiro”); o político Sr. Gomerzindo; o preso Napoleão; Mónica, enfermeira da Caixa de Previdência; e Anjolas Pimentolas.
- Ivone Silva, indisponível para participar no Allegro a tempo inteiro, apenas esteve presente como convidada especial de um dos programas.
- Coube a Luísa Barbosa assegurar os principais papéis femininos: Adélia, caixa do supermercado; uma porteira; e uma manicure. Embora tivesse pouco tempo de televisão (apenas a víramos em "Vila Faia" e "Gente Fina É Outra Coisa"), a atriz era amiga de longa data de César de Oliveira, tendo trabalhado juntos na primeira experiência teatral do autor.
- Completavam o elenco principal: Artur Semedo, Carlos Paulo e Miguel Guilherme. Allegro foi, aliás, o primeiro trabalho de destaque de Miguel Guilherme em televisão.
- Artur Semedo, para além de ator, acumulava as funções de diretor artístico. O seu principal papel era o de um comandante da polícia que, ao lado do preso Napoleão (Camilo de Oliveira), protagonizava uma mini-telenovela, intitulada "O Prédio, o Rapaz e o Burro".
- Já Carlos Paulo, tinha a seu cargo o "Borda d’Água", um “mentereologista” que focava, “mentereologicamente”, a situação política do país; o Sr. Encrencas, que passava a vida a levantar boatos; o Sacrista Boavista; e o Complexado, no quadro Complexo de Sinos.
- À boa maneira dos “Agostinhos” de Sabadabadu, desta feita o programa era encerrado pela dupla Anjolas Pimentolas (Camilo de Oliveira) e Sacrista Boavista (Carlos Paulo).
- Tonicha, que estivera presente no primeiro Sabadabadu, foi também a responsável pelos momentos musicais do programa de estreia de Allegro.
- As gravações processaram-se nos estúdios da Tobis, onde o cenógrafo Conde Reis criou um bairro popular com lugares como uma barbearia, um clube recreativo, um supermercado, um talho e uma tasca-bar.